# Můj syn
Můj syn (v italském originále Mio figlio) je italský dvoudílný film, který odvysílal televizní kanál Rai 1 ve dnech 9. a 10. ledna 2005. Film zachycuje vztah otce-policisty ke svému synovi, který se nevědomky zaplete do případu vraždy.

## Děj
Federico Vivaldi pracuje jako policejní inspektor v Terstu. Po rozvodu žije se svým synem Stefanem, který studuje práva a nastoupil jako policista do stejného okrsku. V adventním čase se Stefano zúčastní párty na pobřeží. Druhého dne je na místě nalezena mrtvá dívka v pánském oblečení. Oblečení patří Stefanovu příteli Damienovi, po kterém začne policie pátrat. Stefano Damiena varuje a ten se nejprve ukrývá v převleku a poté odjíždí za rodiči do Rakouska. Federico si začíná dělat o Stefana starosti. Ten se právě bezdůvodně rozešel se svou snoubenkou Laurou a s otcem odmítá mluvit. Vyšetřování vraždy pokračuje jen velmi pozvolna. Federico zjistí spojitost Stefana s podezřelým Damienem a Stefan otci řekne pravdu, že je gay, a že Damien je jeho utajený milenec. Pro Federica je toto zjištění šok, který musí zpracovat. Z vyšetřování je odvolán kvůli střetu zájmů. Pátrá tedy po vrahovi na vlastní pěst, aby očistil pověst svého syna. Stefano pátrá také, aby pomohl Damienovi. Společně jedou do Rakouska, aby přivezli Damiena, a cestou Federico navazuje nový vztah se svým synem i jeho přítelem. Po návratu do Terstu odhalí skutečného vraha díky novým skutečnostem.

## Obsazení
| Lando Buzzanca    | Federico Vivaldi |
| Giovanni Scifoni  | Stefano Vivaldi  |
| Giuseppe Schisano | Damien Crescenzi |
| Sergio Sivori     | Saverio Stucchi  |
| Caterina Vertova  | Laura            |
| Morgana Forcella  | Valentina        |
| Alessandra Celi   | Monica Rovati    |